# Hyloxalus borjai
Hyloxalus borjai – opisany w 2000 roku gatunek płaza bezogonowego z rodziny drzewołazowatych (Dendrobatidae).

## Występowanie
Płaz ten jest gatunkiem endemicznym, jak bardzo wielu jego krewnych, i występuje w zachodniej Kolumbii. Znany jest tylko z miejsca typowego – okolic Amalfi w departamencie Antioquia, na wysokości 1000–1500 m n.p.m. Nic nie wiadomo na temat jego siedlisk i ekologii, choć rozwój larwalny odbywa się zapewne w strumieniach.